# Josep Maria Sans i Travé
Josep Maria Sans i Travé (Solivella, Tarragona, 1947) es un historiador y archivero español. Ha dirigido su profesión tanto hacia la docencia y la investigación en historia así como hacia la archivística.

## Estudios
Sans i Travé se licenció en Historia Medieval por la Universidad de Barcelona en 1971, donde le influyeron profesores como Carlos Seco Serrano, Josep Maria Font i Rius, Manuel Riu i Riu i Emilio Sáez. Completó sus estudios en la Universidad de Bolonia y, posteriormente, recibió una beca de la Escuela Española de Arqueología e Historia de Roma para investigar en Archivo Apostólico Vaticano. Fue becado también como posgraduado por el Consejo Superior de Investigaciones Científicas. 

## Trayectoria profesional
Partiendo de esta formación, Sans i Travé se ha dedicado principalmente a la docencia universitaria, la archivística y la administración. Ejerció como profesor en la Universidad de Barcelona y en la Universidad Internacional de Cataluña, impartiendo asignaturas sobre historia medieval (Historia Medieval Universal y Española, Historia de la Corona de Aragón, Crítica e Interpretación de textos Medievales, Paleografía...) y participó también en cursos y másteres de archivística. 
Por otro lado, fue director del Servicio de Archivos del Departamento de la Cultura de la Generalidad de Cataluña, director general del Patrimonio Cultural del Departamento de Cultura de la Generalidad y también director técnico del Archivo Histórico de Protocolos de Barcelona (del que posteriormente sería nombrado Archivero Honorario). Después de haber participado en su creación, fue nombrado director del Archivo Nacional de Cataluña, y también colaboró en la organización de la red de archivos locales y comarcales de todo el territorio catalán y de los archivos administrativos centrales de los departamentos de la Generalidad de Cataluña y de otros de sus organismos dependientes. Así mismo, contribuyó, a la elaboración de leyes de ámbito catalán sobre archivística y documentación. 
En relación con su trabajo como investigador, hay que remarcar como temas centrales la historia de Cataluña entre los siglos XI y XV, el Notariado Catalán, la Generalidad en época medieval y moderna y las órdenes militares. Con frecuencia, estos estudios han sido publicados en revistas especializadas o libros, o le han servido para dirigir proyectos editoriales como sucedió con los "Dietaris de la Generalitat de Catalunya (1411-17114)".

## Publicaciones
- Història del Tallat (Virgili&Pagès, 1986)
- El Procés dels Templers catalans. Entre el turment i la glòria. (Pagès Editors, 1990-1991)
- Dietari o Llibre de Jornades (1411-1484) de Jaume Safont(Fundació Noguera], 1992.)
- Els templers Catalans. De la Rosa a la Creu (Pagès Editors, 1996)
- Els papers de Salamanca. Història d'un botí de guerra (Llibres de l’Índex, 1996)
- Col·lecció Diplomàtica de la Casa del Temple de Barberà (945-1212). Vol. 14 de la Col·lecció Textos Jurídics Catalans. Documents 1. (Generalidad de Cataluña. Departamento de Justicia, 1997)
- El Setge al Castell dels templers de Miravet: 1 de desembre de 1307 - 12 de desembre de 1308: un episodi dramàtic del procés dels templers catalans (Pagès editors, 1998 y 2000)
- Guía histórico-artística del monestir de Vallbona de les Monges (Pagès Editors, 1998)
- La defensa dels Templers Catalans: cartes de fra Ramon de Saguàrdia durant el Setge de Miravet (Pagès editors, 2002)
- Precedents i orígens del monestir de Santa Maria de Vallbona (1154-1185)(Pagès Editors, 2002)
- La colonització de la Conca de Barberà després de la conquesta feudal. El cas de Vimbodí (1149?/1151-1200)(Cossetània Edicions, 2002)
- El Llibre Verd del pare Jaume Pasqual: primera història del monestir de Vallbona. Textos i Documents 37 http://www.fundacionoguera.com/fitxa-publicacio.asp?idp=66 Archivado el 24 de septiembre de 2015 en Wayback Machine.
- El Punt: Arxiver Major de Catalunya
- Cugat.cat: Efemèrides 1998: Es clou a Sant Cugat la 42a Assemblea Intercomarcal
- Sies.tv: L'Arxiu Nacional està a disposició de la societat
- Cugat.cat: Efemèrides 2006: Arriben a l'Arxiu Nacional part dels 'Papers de Salamanca'
- El Punt: Els últims templers, a Miravet
- La Vanguardia: La codicia de los reyes acabó con los templarios
- La Vanguardia: Sota el lema 'Nulla die sine linia'
- La Vanguardia: L'internet de l'època medieval era l'Església
- TV3. Signes del temps: El Monestir de Santa Maria de Vallbona
- TV3. Divendres: 5 anys dels primers "Papers de Salamanca"
- TV3. Divendres: El Monestir de Poblet i els reis Catalans
- TV3. Divendres: Els misteris dels Templers de Puig-reig
- El Santuari del Tallat
- Entrevista a Josep Maria Sans i Travé “Secuestrando la historia escrita de un país lo tienes esclavizado” en el diario El País publicada el 3 de mayo de 2015. [Consultada el 13 de agosto de 2015]